# Museum Botanicum
Museum Botanicum (abreujat Mus. Bot.) és un llibre il·lustrat amb descripcions botàniques que va ser escrit per Carl Ludwig Blume. Va ser publicat a Leiden en dos volums en els anys 1849-1851, amb el nom de Museum Botanicum Lugduno-Batavum sive stirpium Exoticarum, Novarum vel Minus Cognitarum ex Vivis aut Siccis Brevis Expositio et Descriptio. Leiden.